# Gonipterinae
Gonipterinae es una subfamilia de coleópteros curculiónidos. Al igual que el resto de la familia, son fitófagos. No obstante, al contrario de otras larvas de la especie, que atacan principalmente raíces, estas se desarrollan en las hojas así como en los estambres o pistilos del eucalipto.
Gonipterus gibberus y Gonipterus scutellatus son originarios de Australia. La especie G. scutellatus fue invadiendo zonas de Europa y de América del Sur, en la que se ha convertido en una plaga para las plantaciones de eucalipto.

## Algunas especies
- Gonipterus gibberus
- Gonipterus scutellatus